# Библиотеки в Азербайджане
История библиотек в Азербайджане древняя. Библиотеки в основном строились в мечетях и дворцах. Первая публично доступная библиотека на территории современного Азербайджана была открыта 1 августа 1894 года с разрешения губернатора Баку Горчакова, и получила название «Нариманский квартал». В формировании библиотеки активно участвовали драматические и литературные ассоциации. Библиотека просуществовало недолго. В 1898 году деятельность библиотеки была приостановлена.
В Азербайджанской Республике библиотечная система включает в себя государственные и негосударственные библиотеки.

### Разновидности

#### Государственные
- национальная библиотека;
- государственная библиотека Нахчыванской Автономной Республики;
- городские, районные, поселковые, централизованные библиотечные системы;
- республиканские научно-культурные библиотеки;
- библиотеки государства, парламента, правительства, предприятий и организаций (Библиотека для слабовидящих Азербайджана);
- центральная научная библиотека Академии наук Азербайджана и её филиалы — библиотеки государственных учебных заведений.

#### Негосударственные
- муниципальные библиотеки (Центральная городская библиотека Баку);
- библиотеки общественных объединений;
- частные и другие библиотеки иностранных юридических лиц и физических лиц Азербайджанской Республики;
- библиотеки, созданные в соответствии с законодательством.

## История библиотек в Азербайджане

### V век
Первые книги стали составляться еще в 5 веке, с возникновением в Албании алфавита. Вместе с тем, при медресе (школах) и мечетях (храмах) организовывались книгохранилища.

### VII век
В 7 веке в результате вхождения Азербайджана в состав Арабского халифата и распространения исламской религии при мечетях стали создаваться небольшие библиотеки, собиравшие рукописи Корана и других религиозных течений. Впоследствии в медресе, которые готовили религиозных служителей, в целях оказания помощи в учебно-образовательной работе были созданы специальные библиотеки.  В Азербайджане первые такие библиотеки при мечетях и медресе были созданы в Барде, Гяндже. Шамахы, Нахчыване, Ардебиле, Тебризе, Бейлагане и других городах. Первоначально книги хранились в сундуках и на специальных полках.

### XI – XII век
Уже в 11–12 веках в библиотеках некоторых больших мечетей начали использоваться своеобразные методы хранения и выдачи книг читателям. Библиотеки мечетей сыграли важную роль в создании других библиотек, развитии библиотековедения, укреплении роли и значения библиотек в обществе. Они так же, как и религиозные центры, распространявшие книги путем переписывания с оригинала, проделали значительную работу в области развития азербайджанского книговедения, формировании знаний по библиотечному делу. В библиотеках мечетей существовала отдельная должность библиотекаря (китабдар), которую занимали образованные представители духовенства. Они руководили библиотеками, помогали в их техническом оснащении, обогащении книжных фондов, выполняли работу по охране этих фондов, созданию системы правильного хранения и ранжирования, т. е. распределения по порядку библиотечных фондов, определению правил выдачи книг читателям, составлению списка книг, находившихся в фондах. Со временем полки библиотек мечетей и медресе превратились в книжные ряды (стеллажи), а списки – в библиотечные каталоги.
В 11–13 веках в культурных и образовательных центрах Азербайджана создавались дворцовые библиотеки. О существовании таких библиотек в Гяндже, Шамахы, Тебризе и других городах упоминается в произведениях Низами, Хагани и других поэтов и ученых.

### Вторая половина XII века
Во второй половине 12 века во дворце Ширваншахов имелась богатая библиотека, насчитывавшая более тысячи книг, которыми пользовались такие знаменитые ученые и поэты, как Абу-ль-Ала Гянджеви, Афзаладдин Хагани, Фелеки Ширвани и иные. При библиотеке функционировало собрание поэтов.
В 12 веке в Гяндже была очень большая библиотека, которая называлась “Дар - аль китаб”. Она приобретала ценные рукописные книги из многих стран Востока. В самой библиотеке увеличивали тиражи этих книг путем переписывания.

### В 90-х годах XII века
Одной из известных библиотек, начавших свою деятельность в 90-х годах 12 века, была дворцовая библиотека “Сейидане” в крепости Аламут, находившейся на севере Казвина. Крепость и библиотека были созданы Хасаном ибн Саббахом (1055—1124), основоположником государства Исмаилитов. Библиотека “Сейидане” имела читателей не только в Азербайджане, но и за рубежом. В 30-е годы 12 века известный ученый Насир ад-Дин Туси, взятый под стражу в Кухистане и находившийся в заключения в крепости Аламут, работал в этой библиотеке и даже несколько лет заведовал ею.

### XIII век
В 13 веке во дворце Газан-хана в Тебризе была создана богатая библиотека в специально сооруженном для нее отдельном здании. В этой библиотеке, имевшей государственный статус, наряду с ценными научными и религиозными сочинениями были собраны также государственные указы, дипломатическая переписка и другие официальные документы. Для управления библиотекой выделялись специальные библиотекари (китабдары).
В части Тебриза, называемой Газан, действовали еще две большие библиотеки государственного значения: «Бейтюл-кютюб» («Дом книги») и «Бейтюл-Ганун» («Дом закона»), где хранились ценные рукописи по разным отраслям науки.

### 1300 год
В городке Раб-и-Рашиди, построенном в 1300 году на северо-востоке Тебриза известным ученым Фазлуллахом Рашидаддином, находилась богатая университетская библиотека. В библиотеке университета, в котором обучалось около 7 000 студентов, хранилось более 60 тысяч образцов литературы по разным отраслям науки, привезенных из многих городов Востока.
Одной из наиболее известных в средневековом Азербайджане была библиотека Марагинской обсерватории, созданная в 1258–61 годах под руководством и при непосредственном участии знаменитого ученого Насреддина Туси. В ней хранились книги по математике, астрономии, философии, логике, истории и другим отраслям науки, привезенные из Ирана, Ирака, Сирии, Центральной Азии, в том числе более 100 произведений самого Туси. Общий объем фонда составлял 400 тысяч экземпляров.

### XIII–XIV века
В 13–14 веках библиотеки медресе отличались богатством и разнообразием своих фондов, в которых наряду с религиозными книгами, хранилась и образцы мировой художественной литературы.

### XIV–XVI века
В 14–16 веках по инициативе правителей государств Ак-Коюнлу, Кара-Коюнлу и Сефевидов были созданы богатые библиотеки, среди которых особым богатством отличались придворные библиотеки, созданные Джаханшахом (Хагиги), Узун Хасаном, Халиль-Султаном и Султаном Ягубом. В них работали ученые, поэты, каллиграфы, художники и другие известные люди того времени.
В Тебризской придворной библиотеке, созданной сефевидским правителем шахом Исмаилом I (Хатаи), хранились ценные рукописи классиков Востока - Низами, Фирдоуси, Сади, Хафиза, Ассара Тебризи. При библиотеке действовала мастерская, где переписывались рукописи, которые украшались миниатюрами, изготовлялись переплеты и осуществлялось художественное оформление книг.

### 1522 год
В 1522 году Шахом Исмаилом I был подписан специальный Указ о деятельности Тебризской библиотеки, согласно которому на должность управляющего ею был назначен известный художник Кемаль-ад-Дин Бехзад. Вторая библиотека, созданная Шахом Исмаилом I в Ардебиле при мавзолее, построенном в честь его деда Шейха Сафи, известна в истории как библиотека Шейха Сафи. После Шаха Исмаила I в течение 235 лет правления Сефевидов среди правителей этой династии стало традицией одаривать эту библиотеку ценными книгами.

### XVII–XVIII века
Многие европейские ученые, путешественники и послы, побывавшие в Тебризской библиотеке в 17–18 веках, оставили интересные записи о хранящихся здесь ценных рукописях. Генерал Сухтелен, глава русских войск, вошедших в Ардебиль в 1828 году, с помощью A.C. Грибоедова переслал все книги библиотеки Шейха Сафи в Императорскую библиотеку Санкт-Петербурга (нынешнюю Российскую Национальную библиотеку им. Салтыкова-Щедрина), где эти книги стали основанием Восточного фонда (некоторые рукописи хранятся там до сих пор).
В средние века широкое распространение получили личные библиотеки. В те времена в Азербайджане были известны довольно большие библиотеки Бахманяра, Хатиба Тебризи, Абу-ль-Ала Гянджеви, Хагани, Низами, Фелеки Ширвани, Муджиреддина Бейлагани и других. Среди них особым богатством своих фондов отличались библиотеки Табризли Шарафаддина, Мамедрза Маджруха (XVII век), а также библиотека Абдулраззага Дюнбили (18 в.). В таких библиотеках в основном хранились тазкире. Причиной расширения сети личных библиотек явилось развитие образования, а также увеличение числа предприятий, занимавшихся изготовлением и распространением  книг.

### XX век
В 1919 году парламентом АДР были выделены средства на пополнение фонда  библиотек Азербайджана книгами на азербайджанском языке. В период АДР в республике насчитывалось 11 библиотек, насчитывавших 95 тысяч экземпляров библиотечного фонда.
31 октября 1920 года, после создания Азербайджанской ССР, все библиотеки на территории Азербайджана были переданы в ведение Народного Комиссариата просвещения.
5 февраля 1925 года была организована Государственная книжная палата при Народном Комиссариате просвещения (Главполитпросвет). Палата занималась обеспечением обязательными экземплярами печатных произведений регионов Азербайджана, культурных центров, а также обеспечением экземплярами печатных произведений, публиковавшихся в Азербайджанской ССР, государственных книгохранилищ на территории СССР.

## Национальная библиотека
Азербайджанская национальная библиотека является одной из крупнейших национальных библиотек на Кавказе. Создана в 1922 году. Официальное открытие состоялось 23 мая 1923 года. В 1925 году фонд библиотеки насчитывал 51 000 книг, журналов, газет и другой печатной продукции. В 1928 году эта цифра достигла 300 000. В 1939 году библиотеке было присвоено имя азербайджанского просветителя, драматурга и мыслителя М. Ф. Ахундова, а в 2004 году — статус национальной.
В 1999 году в библиотеке началась работа по автоматизации и компьютеризации. В 2000 году был открыт интернет-зал библиотеки. В 2001 году создан учебный центр при библиотеке. В 2008 году в Национальной библиотеке открыт виртуальный читальный зал электронно-диссертационного фонда Российской Государственной Библиотеки.
Национальная Библиотека c 2005 года является членом Конференции национальных библиотек Европы (CENL), также сотрудничает с Библиотечной Ассамблеей Евразии, Европейской библиотекой, Союзом библиотек тюркоязычных стран, Союзом национальных библиотек стран-членов Организации Экономического Сотрудничества.

## Президентская библиотека
Президентская библиотека Управления по делам Президента Азербайджанской Республики создана в 2003 году на базе двух богатых библиотек республики: Библиотеки Дома политического образования имени Кирова и Центральной библиотеки. В библиотечном фонде сохранились уникальные образцы литературы на разных языках, изданные в XVI—XIX веках и в начале XX века. В фонде преобладают материалы по экономике, политике, государственному строительству, праву, философии, статистике, истории, литературоведению и лингвистике. Периодически в фонд библиотеки входят 250 журналов, газет и других периодических изданий, издающихся в Азербайджане и иных странах. Особое внимание уделяется электронным материалам.

## Центральная научная библиотека НАНА
Центральная научная библиотека НАНА действует с 18 ноября 1923 года. Начальный библиотечный фонд состоял из 430 экземпляров книг и 200 ценных рукописей. В организации фонда сыграла огромную роль азербайджанская интеллигенция. Представители интеллигенции передавали книги из своих личных библиотек, собирали и передавали рукописи на восточных языках. В 1934 году в МЭК был создан специальный биржевой фонд для обмена печатной продукцией с научными организациями СССР и зарубежных стран. В 1967 году он переехал в главное здание НАНА, расположенное в кампусе Академии МЭК. В 1972 году была создана централизованная библиотечная система НАНА.

## Республиканская молодежная библиотека им. Джафара Джаббарлы
Республиканская молодёжная библиотека имени Джафара Джаббарлы создана в 1928 году. В первые годы создания библиотека имела немного книг и обходилась одним отделом обслуживания. В 1937 году библиотеке было присвоено имя Джафара Джаббарлы. 5 февраля 1976 года библиотеке был присвоен статус молодёжной библиотеки. Библиотека состоит из 9 отделов. Библиотечный фонд постоянно обогащается классической и современной азербайджанской литературой, мировой литературой, словарями и энциклопедиями, учебниками, научной и популярной литературой. По состоянию на 1 января 2015 года в библиотечном фонде насчитывается 132 тысячи 399 экземпляров книг, 2 тысячи 382 компакт-дисков и DVD-дисков. Электронный каталог книг включает 11 500 книг, 186 компакт-дисков и DVD-дисков. Количество книг в электронной библиотеке составляет около 200.

## Университетские библиотеки
Собственные библиотеки действуют у Бакинского, Хазарского и других университетов Азербайджана.